# HD 133484
HD 133484，又名BD+45 2251，SAO 45348、HR 5612，是一颗恒星，视星等为6.65，位于銀經75.33，銀緯58.43，其B1900.0坐标为赤經14h 59m 34.5s，赤緯+45° 58.43′ 7″。